# Lecanora melacarpella
Lecanora melacarpella är en lavart som beskrevs av Johannes Müller Argoviensis. 
Lecanora melacarpella ingår i släktet Lecanora och familjen Lecanoraceae. Inga underarter finns listade i Catalogue of Life.